# Recetor
Recetor – miasto w Kolumbii, w departamencie Casanare.